# Citi Field
Citi Field är en basebollarena i Flushing i Queens i New York i USA. Arenan är hemmaarena för New York Mets som spelar i National League, en av de två ligor som utgör Major League Baseball (MLB).
Arenan togs i bruk till säsongen 2009 och ersatte då Shea Stadium. Arenan rymmer 41 922 åskådare.
Citi Field ska påminna om designen av Ebbets Field i Brooklyn, som var hemmaarena för Brooklyn Dodgers innan klubben 1958 flyttades till Los Angeles och blev Los Angeles Dodgers. Ebbets Field revs 1960, men lever fortfarande kvar i minnet bland nostalgiker i New York.
Citi Field har fått sitt namn efter Citigroup, som betalar 20 miljoner dollar per år i 20 år för namnrättigheterna.
Utöver baseboll kan arenan användas för andra arrangemang. Sedan invigningen har arenan använts för enstaka matcher i amerikansk fotboll och fotboll.
Vintern 2011/12 byggdes arenan om så att basebollplanen blev något mindre. Orsaken var att man ville få arenans spelplan att bättre överensstämma i storlek med de andra spelplanerna i ligan så att inte hemmalaget Mets skulle missgynnas.
Sommaren 2013 var Citi Field värd för MLB:s all star-match för första gången.
Vintern 2014/15 minskade Mets basebollplanens yta ytterligare.
2018 stod Citi Field värd för NHL Winter Classic mellan Buffalo Sabres och New York Rangers.

## Fotogalleri

Citi Fields planstorlek.
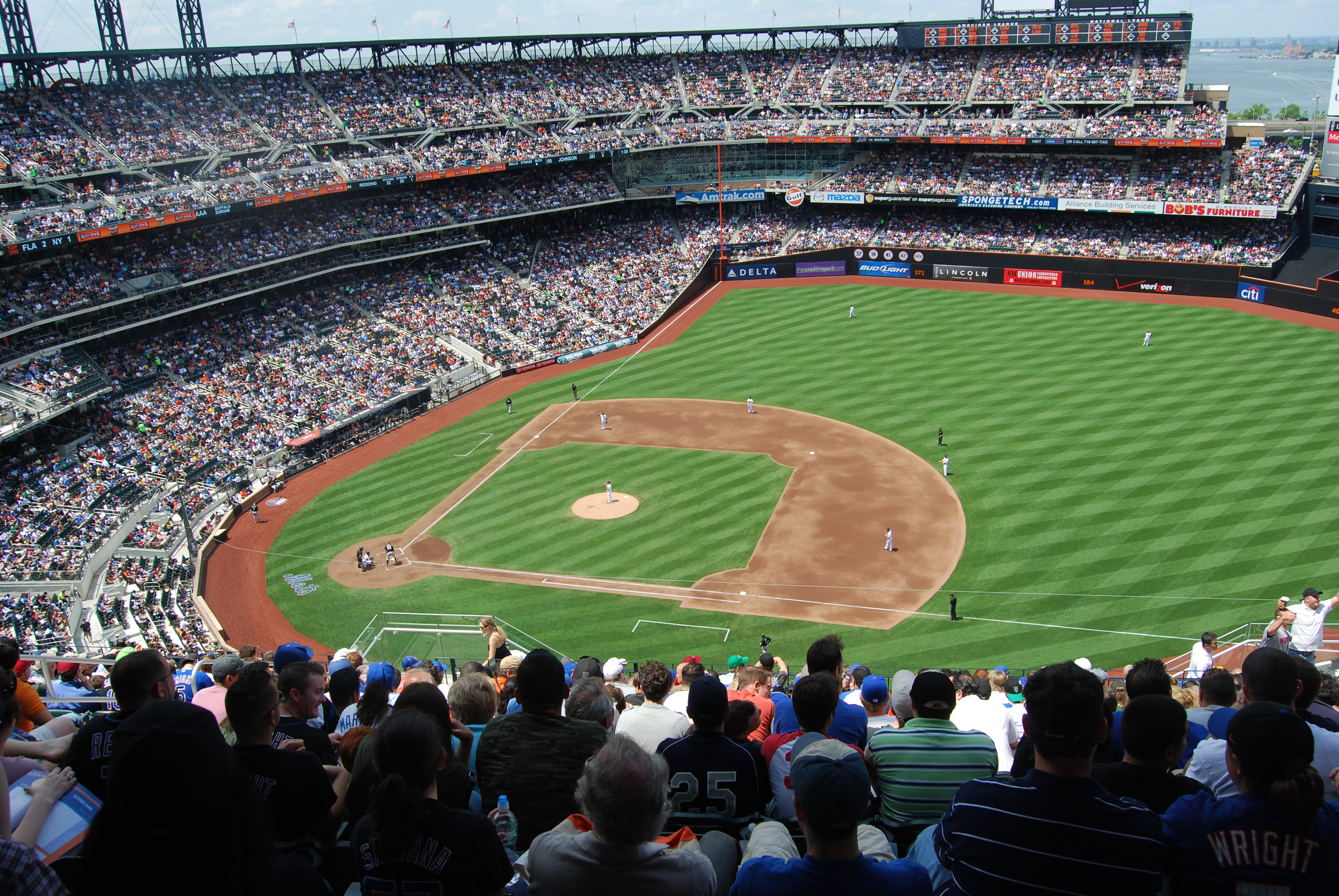
Läktarna en matchdag 2009.